# 如意桥
如意桥是一座位于浙江台州市仙居县境内神仙居风景区的桥梁。

## 历史
2017年开工建设，2020年9月对外开放，当年突破20万人次到访。
2020年加拿大太空员克里斯·哈德菲爾德在Twitter上传一段无人机拍摄大桥视频，并配有字幕“我想要更好的把手”，许多网友质疑是否真实，事实核查网站Snopes随即进行查证，并断定此桥真实存在，并非虚构。